# 258 f.Kr.

## Händelser

### Efter plats

#### Romerska republiken
- Romarna lyckas återta initiativet på Sicilien mot Karthago genom att återerövra Enna och Camarina. På centrala Sicilien erövrar de också staden Mytistraton, som de har anfallit två gånger tidigare. I norr rör de också på sig, genom att marschera utmed den norra kusten mot Panormus, men de lyckas inte inta staden.
- Den romerske befälhavaren Gaius Duilius, som har vunnit en stor sjöseger över karthagerna, blir censor tillsammans med Lucius Cornelius Scipio. Valet av en homo novus (det vill säga den förste i sin familj att tjänstgöra i den romerska senaten eller bli vald till konsul) till censorsämbetet är en sällsynt ära.

#### Egypten
- Ptolemaios II förlorar kontrollen över territoriet Kyrenaika.
- Erasistratos från ön Kea grundar en medicinarskola i Alexandria.

#### Grekland
- Den makedoniske kungen Antigonos II:s och den seleukidiske kungen Antiochos II:s styrkor vinner en sjöseger mot sin gemensamme fiende Ptolemaios II vid Kos. Denna seger säkrar Antigonos kontroll över Egeiska havet och ö-förbundet. Den minskar också Ptolemaios sjömakt.

#### Vietnam
- Enligt legenden dör Hồng Bàng-dynastin ut.